# Ординський Леонід Іванович
Леоні́д Іва́нович Орди́нський (нар. 3 серпня 1973, м. Бар, Вінницька область, Українська РСР — пом. 28 червня 2014, с. Карпівка, Слов'янський район, Донецька область, Україна) — український військовослужбовець, десантник, молодший сержант Збройних сил України.

## Життєпис
Народився 1973 року у місті Бар на Вінниччині. Батько все життя працював шофером, мати — на швейній фабриці. Закінчив Балківську школу, Барське профтехучилище № 8, здобув професію слюсаря-електрика. Строкову службу проходив у ракетних військах. Після демобілізації працював електромонтером та контролером на підприємстві «Барські електричні мережі» ПАТ «Вінницяобленерго». Протягом останніх років працював електриком в КП «Барське будинкоуправління». Мешкав у с. Чемериси-Барські поблизу райцентру.
У зв'язку з російською збройною агресією проти України мобілізований 27 березня 2014-го. Міг залишатися вдома — батько інвалід І групи, мати хворіла.
Молодший сержант, командир міномета мінометного взводу мінометної батареї 2-го аеромобільно-десантного батальйону 95-ї окремої аеромобільної бригади, в/ч А0281, м. Житомир.
28 червня 2014-го о 14:15 загинув під час мінометного обстрілу блокпосту на північно-східній околиці Слов'янська в районі придорожнього комплексу на БЗС (бензозаправній станції), — поблизу села Карпівка. Зазнав множинних осколкових поранень кінцівок та вибухову травму і помер на місці. Тоді ж загинули сержант Олександр Закусіло і солдат Петро Боднар, ще четверо зазнали поранень.
Похований 2 липня на католицькому кладовищі міста Бар.
Без Леоніда лишились батьки, дружина Людмила та 16-річний син Олександр.

## Нагороди та вшанування
- 14 березня 2015 — за особисту мужність і високий професіоналізм, виявлені у захисті державного суверенітету та територіальної цілісності України, відзначений — нагороджений орденом «За мужність» III ступеня (посмертно)[3].
- Восени 2014 року Балківська сільська рада перейменувала центральну вулицю Леніна в селі Балки на вулицю Леоніда Ординського.
- 13 листопада 2014 у Балківському НВК «ДНЗ — ЗОШ І-ІІ ст.» відкрито меморіальну дошку випускнику школи Леоніду Ординському[4].
- 6 жовтня 2017 у Слов'янську, на місці загибелі трьох десантників 95-ї бригади в районі БЗС встановлено пам'ятний знак[5][6].
- недержавною медаллю «За визволення Слов'янська» (посмертно).